# Zadní Třebaň
Zadní Třebaň település Csehországban, a Berouni járásban. Zadní Třebaň Svinaře, Řevnice, Hlásná Třebaň és Liteň településekkel határos. Lakosainak száma 982 fő (2024. január 1.).

## Népesség
A település lakosságának változását az alábbi diagram mutatja:
| Lakosok száma | 264  | 255  | 367  | 761  | 595  | 549  | 844  | 885  | 941  | 982  |
|               | 1869 | 1890 | 1921 | 1950 | 1980 | 2001 | 2017 | 2019 | 2022 | 2024 |